# Exochus unidentatus
Exochus unidentatus là một loài tò vò trong họ Ichneumonidae.